# Inácio Barbosa Machado

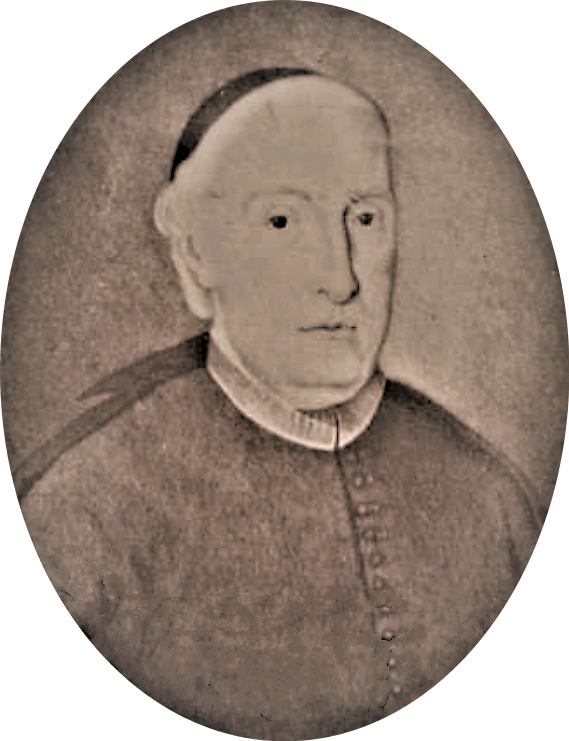
Ignácio Barbosa Machado

Ignácio Barbosa-Machado (Lisboa, 23 de noviembre de 1686-ibidem, 28 de marzo de 1734) fue un historiador portugués, cronista de la Casa de Braganza, doctor en derecho civil por la Universidad de Coímbra y autor de innumerables obras sobre la historia de Portugal y Brasil. Fue miembro de la Real Academia de la Historia Portuguesa. Su hermano fue el bibliógrafo y presbítero Diogo Barbosa Machado. 

## Obras
- Fastos politicos e militares da antigua e nova Lusitania
- Mendes dos Remedios - Editor de la  Carta exhortatoria a los Padres de la Compañía de Jesús de la Provincia de Portugal... - Por Barbosa Machado.
- Historia critico-chronologica da instituiçam da festa, procissam e officio do Corpo santissimo de Christo no veneravel sacramento da eucharistia, e das graças e privilegios que os romanos pontifices concideraõ a esta grande e devotissima solemnidade, 1759.
- Panegírico à imortalidade do Ex.mo sr. Manuel Carlos de Távora, conde de São Vicente, do Conselho de S. Majestade, e general de Batalhas da Armada Real, &c., em que se louvam as gloriosas acções do seu animo, e se relata a insigne Victoria naval, que alcançou dos Turcos nos mares da Grécia, Lisboa, 1718; utilizou o pseudônimo de Valeriano da Costa Freire;[3]
- Nova relação das importantes vitórias, que alcançarão as armas portuguesas na Índia, e da gloriosa paz que se ajustou com alguns de seus inimigos, logo que chegou o vice-rei do Estado, o Ex.mo D. Luís de Meneses, quinto Conde da Ericeira, primeiro marquês do Louriçal, Lisboa, 1742; publicou com o nome de Jacinto Machado de Sousa;[3]
- Pratica recitada no Paço a 9 de dezembro de 1784, com que congratulou a Academia Real de ser eleito seu Colega; extraído del tomo XIII de la Colección de Documentos de la Real Academia, de 1734;[3]
- Fastos Políticos e Militares da antiga e nova Lusitânia, em que se descrevem as acções memoráveis, que na paz, e na guerra obrarão os Portugueses nas quatro partes do mundo, tomo I, Lisboa, 1745.[3]
- Vindícias Apologéticas contra o Prologo Anticrítico que escreveu o Padre Doutor Lourenço Justiniano da Anunciação, Cónego Secular do Evangelista, impugnando a Dissertação e Apêndice dos «Fastos políticos e militares da Lusitânia, Paris, 1760.[3]